# Maillezais
Maillezais är en kommun i departementet Vendée i regionen Pays de la Loire i västra Frankrike. Kommunen ligger i kantonen Maillezais som tillhör arrondissementet Fontenay-le-Comte. År 2022 hade Maillezais 895 invånare.

## Befolkningsutveckling
Antalet invånare i kommunen Maillezais
| Referens: INSEE |